# Patricia Ann Wainwright
Patricia Ann Wainwright (Stoke on Trent, Staffordshire, Inglaterra, 1942), conocida como Patricia Ann Hopkins, Lady Hopkins, es una arquitecta inglesa. En 1994, junto con su socio Michael Hopkins, recibieron el premio de la Medalla de Oro del RIBA.

## Primeros años
Hopkins nació en Stoke on Trent, Staffordshire, hija de Shelagh (de soltera Barry, (1909 - 2003) y Denys Wainwight (1908 - 2008). Ambos fueron médicos, y por parte de su padre, su abuelo era arquitecto y su abuela, médico general. 
Hopkins estudió en el internado Wycombe Abbey en Buckinghamshire. En 1959, después de considerar una carrera en ciencias, optó por tomar el examen de ingreso en la Architectural Association School of Architecture de Londres, convirtiéndose en una de las cinco mujeres en la clase de 50 estudiantes.
A los 20 años se casó con otro estudiante de AA, Michael Hopkins en Newcastle-under-Lyme. Vivieron en Suffolk hasta 1970,  año en que mudaron al norte de Londres. 

## Trayectoria
Trabajó para Frederick Gibberd durante un año de interrupción en sus estudios. Luego de graduarse Hopkins dirigió su propia oficina de arquitectura durante ocho años y en 1976 fundó Hopkins Architects junto con su marido. Desde los inicios de su sociedad se destacaron con obras y proyectos donde la alta tecnología ocupó un rol preponderante en resoluciones constructivas y expresivas.
Actualmente, la oficina está integrada Patricia y Michael Hopkins y seis socios senior. La sede central se encuentra en Marylebone, donde trabajan más de ochenta profesionales. Hay una segunda sede en Dubái y oficinas de proyecto en Tokio, Shanghái y Munich.
Hopkins Architects ha sido galardonado con múltiples clasificaciones BREEAM y LEED Platinum y sus trabajos cumplen con las certificaciones ISO 9001.2008 e ISO 14001.2004.

## Reconocimientos
Sus proyectos fueron galardonados numerosas veces. El proyecto para la sede de WWF-UK, Living Planet Centre fue reconocido con los Premios a la Innovación de British Council for Offices y el premio BREEAM, ambos en 2015.
El proyecto London 2012 Velodrome fue reconocido como edificio del año 2011 por AJ100, obtuvo el premio Stirling People's Choice 2011.
En 1994, el equipo fue galardonado con la Medalla de Oro del RIBA. Patty Hopkins es miembro honorario del Instituto Real de Arquitectos en Escocia (RIAS) desde 1996 y del Instituto Americano de Arquitectos (AIA) desde 1997.

## Lista de obras

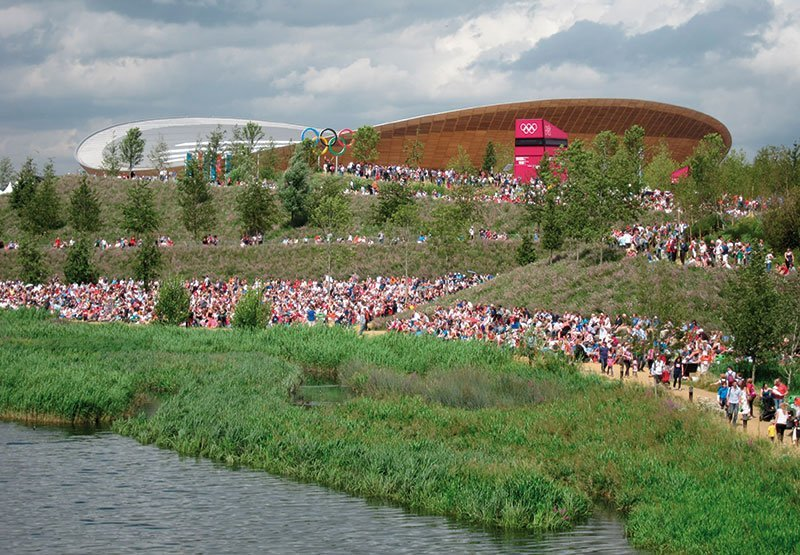
London 2012 Velodrome

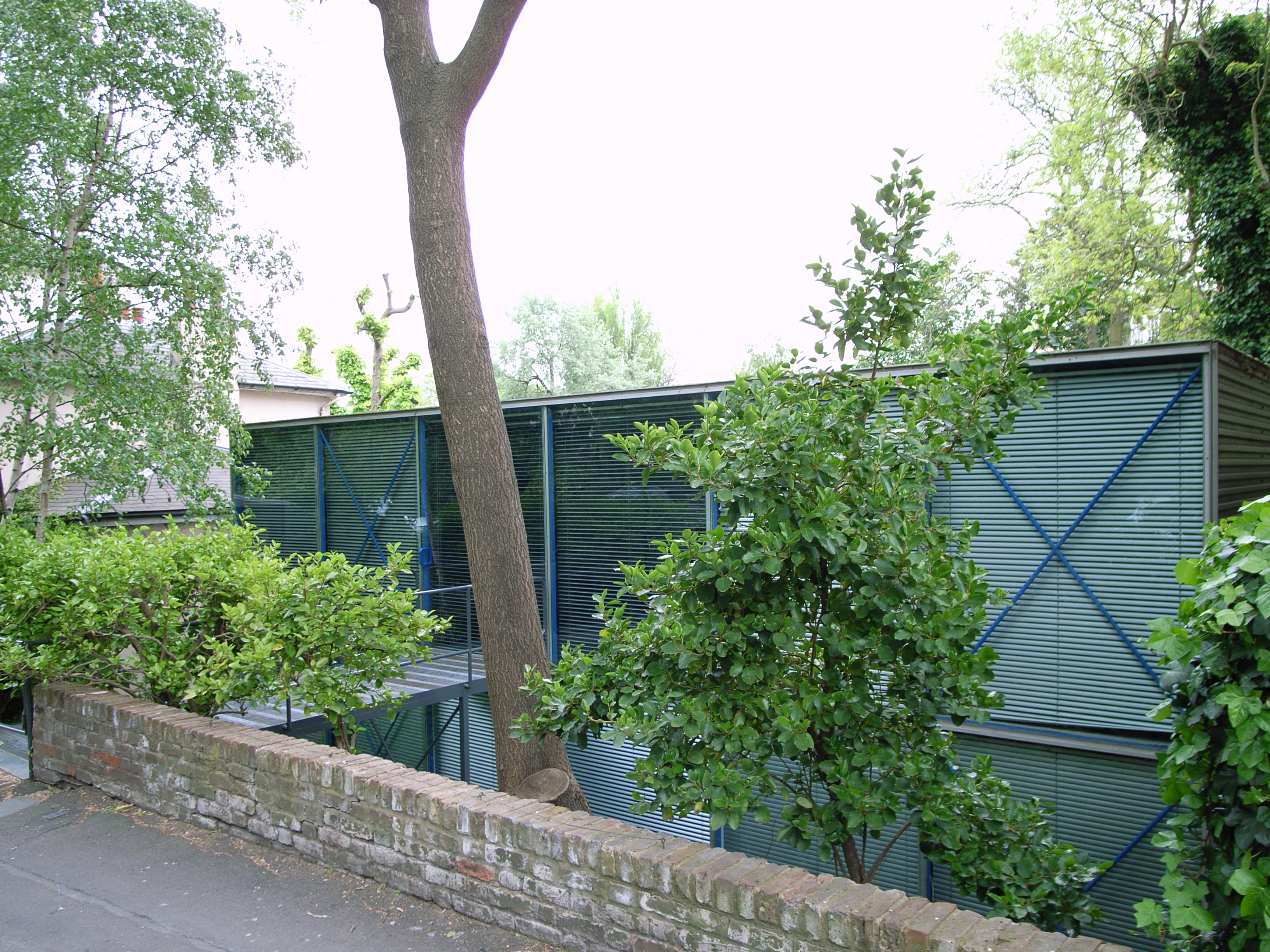
Casa Hopkins en Hampstead, Londres (1976) por los arquitectos Michael y Patricia Hopkins.

- Hospital St Tomas, Ala Este, Londres, Reino Unido (2015)[7]

- Escuela Bryanston: Escuela de Música Tom Wheare, Dorset, Reino Unido (2014)[8]
- Centro Cívico de Brent, Londres, Reino Unido (2013)[9]
- WWF-UK,  Living Planet Centre, Londres, Reino Unido (2013)[10]
- University of East London: Stratford Library, Londres, Reino Unido (2013)[11]
- St George's Chapel, Great Yarmouth, Reino Unido (2012)[12]
- Estadio Maharashtra Cricket Association , Pune, India (2012)[13]
- University College Hospital Macmillan Cancer Centre, Londres, Reino Unido (2012)[14]
- London 2012 Velodrome, Londres, Reino Unido (2011)[15]
- Universidad Rice: South Colleges, Houston, Texas, USA (2010)[16]
- Universidad Rice: Duncan and McMurtry Colleges, Houston, Texas, USA (2010)[17]
- Universidad de Princeton: Laboratorio Frick Chemistry, New Jersey, USA (2010)[18]
- Norwich Cathedral Hostry, Norwich, Reino Unido (2009)[19]
- Universidad de Nottingham Trent : Edificios Newton and Arkwright, Nottingham, Reino Unido (2009)[20]
- Universidad de Yale: Kroon Hall, School of Forestry & Environmental Studies, New Haven, Connecticut, USA (2009)[21]
- Centro Financiero Internacional de Dubái: Gate Village, Dubái, UAE (2008)[22]
- Lawn Tennis Association: National Tennis Centre, Roehampton, Reino Unido (2007)[23]
- Wellcome Trust: Wellcome Collection, Londres, Reino Unido (2007)[24]
- Hospital Pediátrico Evelina , Londres, Reino Unido (2006)[25]
- Wellcome Trust: Gibbs Building, Londres, Reino Unido (2004)[26]
- Norwich Cathedral Refectory, Norwich, Reino Unido (2004)[27]
- Casa Portcullis, New Parliamentary Building, Londres, Reino Unido (2001)[28]
- Estación de Subterráneo, Londres, Reino Unido (2001)[29]
- The Forum, Norwich, Reino Unido  (2001)[30]
- Universidad de Nottingham: Jubilee Campus, Nottingham, Reino Unido (1999)[31]
- Our Dynamic Earth, Edinburgh, Reino Unido (1999)[32]
- Universidad de Cambridge: Edificio de la Reina, Emmanuel College, Cambridge, Reino Unido (1995)[33]
- Masterplan del Museo Victoria and Albert Museum , Londres, Reino Unido (1993)[34]
- Centro Inland Revenue, Nottingham, Reino Unido (1994)[35]
- Casa de la Opera Glyndebourne, Sussex, Reino Unido( 1994)[36]
- Casa Bracken, Londres, Reino Unido (1992)[37]
- Lord's Cricket Ground: Mound Stand, Londres, Reino Unido (1987)[38]
- Centro de Investigación Schlumberger , Cambridge, Reino Unido(1982 – 1985)
- Casa Hopkins , Londres, Reino Unido (1976)[39]

## Controversia
En enero de 2014, Patty Hopkins estuvo involucrada en un escándalo mediático y discriminatorio, cuando la BBC de Londres “retocó” una imagen fotográfica para promocionar la serie The Brits Who Built the Modern World (Los británicos que construyeron en Mundo Moderno). En la imagen original, habían sido retratados el matrimonio Hopkins, Norman Foster, Richard Rogers, Nicholas Grimshaw y Terry Farrell en una exhibición de la RIBA.
La misma fotografía fue utilizada para encabezar el tercer episodio de la serie, pero la figura de Patty Hopkins fue “removida”, en una clara elección de focalización y destaque del género masculino como el “constructor del mundo moderno”.